# Kazybek Nogerbek
Kazybek Nogerbek est un joueur d'échecs kazakh né le 13 mai 2004 à Pavlodar, champion du monde junior en 2024.
Au 1er juin 2025, il est le numéro deux kazakh avec un classement Elo de 2 538 points.
Il est Grand-maître international depuis 2024.

## Biographie et carrière
Maître international depuis 2022, Kazybek Nogerbek remporte le championnat du monde des moins de 18 ans d'échecs rapides à Rhodes en mai 2022. Il finit deuxième du championnat du monde des moins de 18 ans (en parties longues) en septembre 2022 et à la 38e place au départage au Championnat du monde d'échecs rapides 2022 avec 8 points sur 13.
Kazybek Nogerbek participe à  l'olympiade de Chennai en 2022 avec le Kazakhstan, marquant 7,5 points sur 10 comme cinquième échiquier (remplaçant). L'équipe du Kazakhstan finit dix-septième de la compétition.
En 2023, il finit dixième du tournoi individuel d'échecs aux jeux asiatiques.
En juin 2024, il  finit premier ex æquo, vainqueur au départage du championnat du monde d'échecs junior disputé au Gujarat International Finance Tec-City en Inde à égalité avec Emin  Ohanian.
En 2025, il remporte le championnat du Kazakhstan.